# Eldžigidej
Eldžigidej je bil mongolski vojskovodja v Perziji,  * ni znano, † 1251 ali 1252.
Domneva se, da je poveljeval velikemu kontingentu vojske med Džingiskanovim pohodom v Horezm leta 1219-1223. Eldžigidej je bil zelo dober Ögedejev prijatelj, zato ga je novi mongolski kagan Gujuk leta 1246 izbral za Bajdžujevega naslednika na čelu mongolske vojske v Perziji. Simpatiziral je s kristjani, tako kot kan, zato je bil izbran za poveljnika vojske, ki naj bi napadla Sirijo in osvojila Bagdad. Napad naj bi se izpeljal v sodelovanju s francoskim kraljem Ludvikom IX. v okviru sedmega križarskega pohoda proti muslimanom.  Napad je bil zaradi nenadne Gujukove smrti odložen do izvolitve novega kana Mongolskega cesarstva.
Novoizvoljeni kan Möngke je obtožil Eldžigidejeve sinove, da so poskušali razglasiti volitve za neveljavne. Eldžideja so kljub temu, da je bil verjetno nedolžen,  aretirali in leta 1251 ali 1252 usmrtili. Bajdžu se je vrnil na položaj poveljnika mongolske vojske v Perziji.

## Vir
- The Letters of Eljigidei, Hülegü and Abaqa: Mongolovertures or Christian Ventriloquism?